# Valea Șesii (gmina Lupșa)
Valea Șesii – wieś w Rumunii, w okręgu Alba, w gminie Lupșa. W 2011 roku liczyła 44 mieszkańców.